# Natürlichsprachliche Schnittstelle
Ein natürlichsprachliches Interface (NLI) ist eine Mensch-Maschine-Schnittstelle, die eine Kommunikation zwischen Mensch und Computer mittels natürlicher Sprache erlaubt. Typischerweise wird zwischen gesprochener und geschriebener Sprache als Eingabemodalität unterschieden.
NLIs sind verwandt mit Frage-Antwort-Systemen. Im Unterschied zu diesen umfassen NLIs aber auch Anwendungsbereiche wie Datenbankabfragen und Informationssuche.
Die Vorteile von NLIs sind vielfältig: So erleichtern sie die Kommunikation mit dem Computer, da der Nutzer keine Programmiersprache oder formale Datenbankabfragesprache erlernen muss und komplexe Anfragen in seiner Muttersprache formulieren kann.
Zudem sind NLIs in bestimmten Situationen, etwa beim Autofahren, die einzige Möglichkeit zur Interaktion mit einem Computer, da Hände und Augen beschäftigt sind.
Ein natürlichsprachliches Interfaces zu Datenbanken ist das NLI-Z39.50, das die Informationssuche in allen großen deutschen Bibliothekskatalogen sowie bei internationalen Bibliotheksdatenbanken wie der Library of Congress ermöglicht.
Ein weiteres NLI aus dem deutschsprachigen Raum ist OSIRIS, das ebenfalls eine Schnittstelle zu Bibliotheksdaten realisiert.